# Charmosyna placentis
El lori flanquirrojo (Charmosyna placentis) es una especie de loro en la familia Psittaculidae. Se encuentra en Indonesia y Papúa Nueva Guinea. Su hábitat natural son las selvas húmedas y los manglares tropicales. Se distribuye por las islas Molucas, Nueva Guinea y las islas Bismarck.
Solo los machos adultos tienen el plumaje rojo en la cabeza y los costados. Con respecto a su tamaño, llegan a medir 17 cm aproximadamente. La hembra no posee la coloración del macho en la cara, es más bien verde con plumas chispedadas de color amarillo sobre todo por la zona de las plumas auriculares. Tienen un comportamiento agresivo entre individuos de la misma especie, a excepción con la pareja. Son muy activos y curiosos, no suelen tardar en confiarse, sobre todo si son nacidos en cautividad, aunque también depende mucho de otros factores.
Tienen una alimentación especial basada en néctar y vasta variedad de frutas y verduras, alimentos blandos por lo general. Suelen alimentarse de semillas pero en muy poca cantidad y preferentemente semillas de mixtura. 
Las hembras ponen 2 huevos, por lo general, con un intervalo de uno a dos días entre cada huevo. la incubación empieza al poner el segundo. Aproximadamente después de 23 días, los huevos eclosionan. Los individuos jóvenes salen del nido al mes y medio aproximadamente.

## Subespecies
Existen cinco subespecies conocidas de esta especie:
- Charmosyna placentis (Temminck) 1835

- Charmosyna placentis intensior (Kinnear) 1928
- Charmosyna placentis ornata Mayr 1940
- Charmosyna placentis pallidior (Rothschild & Hartert) 1905
- Charmosyna placentis placentis (Temminck) 1835
- Charmosyna placentis subplacens (Sclater,PL) 1876